# Jean Malouel
Jean Malouel, in olandese Jan Maelwael (Nimega, 1365 circa – 1415), è stato un pittore e miniatore olandese naturalizzato francese.

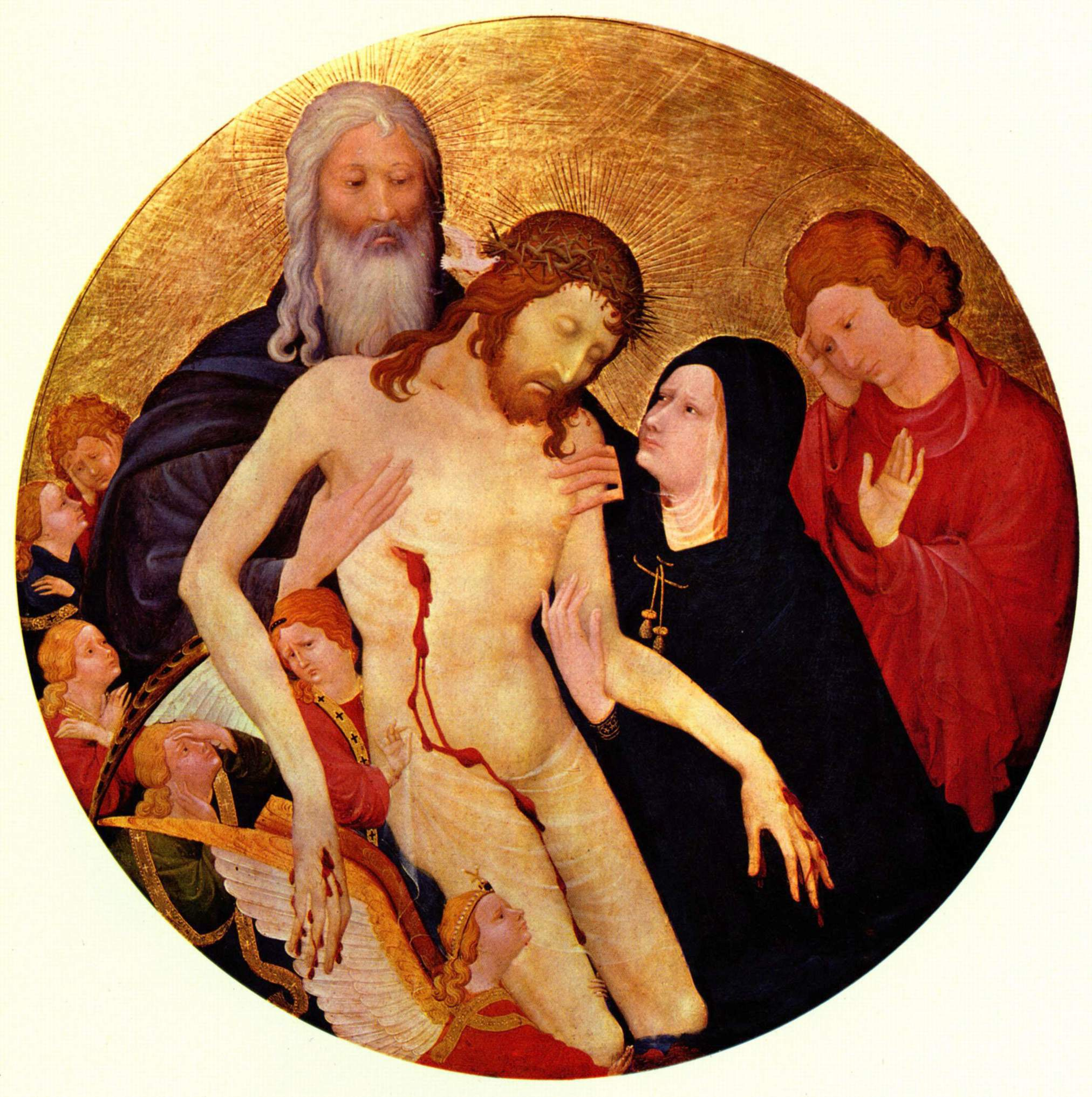
Pietà (1400-1415), Louvre, Parigi

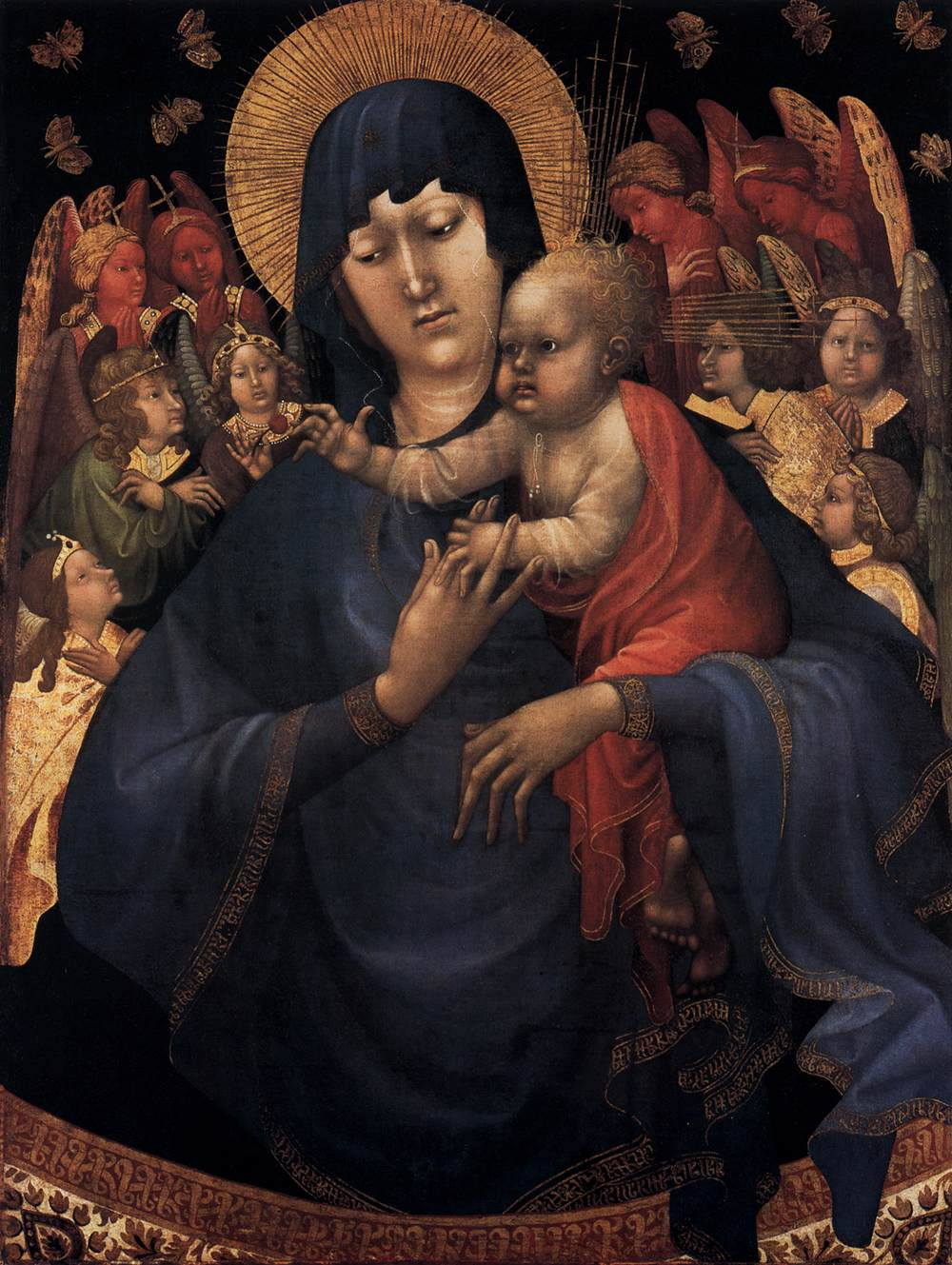
Jean Malouel, Madonna delle farfalle (1410 circa), Staatliche Museen, Berlino

Fu pittore di corte per Filippo l'Ardito, duca di Borgogna, e per il suo successore Giovanni Senza Paura. Esponente di rilievo del Gotico internazionale, fu zio e primo maestro dei Fratelli Limbourg.

## Biografia
Nacque nel ducato della Gheldria, il quale venne conquistato da Filippo l'Ardito nel 1373. Probabilmente compì il suo apprendistato artistico a bottega del padre Willem Maelwael e dello zio Herman, che pure fu un artista, registrandosi come pittore nel 1382. 
Lavorò a Parigi nel 1396-1397, dove disegnò armoriali e bandiere per Isabella di Bavaria, regina di Francia. Nell'agosto del 1397 è documentato a Digione, allora forse la corte più cosmopolita d'Europa, dove divenne pittore di corte di Filippo succedendo a Jean de Beaumetz, morto l'anno prima. Ebbe anche il prestigioso titolo di valet de chambre.
Collaborò con lo scultore di corte Claus Sluter. Nel 1405, dopo la morte del duca, tornò a Nimega per sposare Heilwig van Redinchaven, che portò con sé a Digione poco dopo. Di nuovo fece ritorno in Olanda nel 1413. Nel 1415 morì a Digione lasciando quattro figli, che ebbero una pensione dal Duca.

## Opere
Tra le molte commissioni, Malouel curò soprattutto pitture decorative per il palazzo ducale. Nel 1398 dipinse il polittico a cinque scomparti per la Certosa di Champmol, il nuovo luogo di sepoltura ducale vicino a Digione. Nello stesso luogo curò la policromia delle statue di Sluter nel Pozzo dei Profeti (1401-1404), ancora oggi parzialmente visibile. Dipinse anche la tomba del Duca Filippo, decorata da sculture iniziate da Sluter e completate dopo la sua morte.
Molte sono le opere di attribuzione, talune molto controverse, come il tondo con la Pietà al Louvre, da alcuni indicato come il primo tondo "rinascimentale"
Precursore di Jan van Eyck, sperimentò alcune velature e effetti con la pittura ad olio, sebbene le sue opere fossero di base dipinte a tempera. Alcuni gli attribuiscono l'inizio della grande tavola di Henri Bellechose (suo successore a corte) con la Trinità e storie di San Dionigi, oggi al Louvre, sulla base di indizi documentari d'archivio. 
Un'altra opera è la raffinata Madonna delle farfalle allo Staatliche Museen di Berlino (1410 circa).